# Bat’s Castle

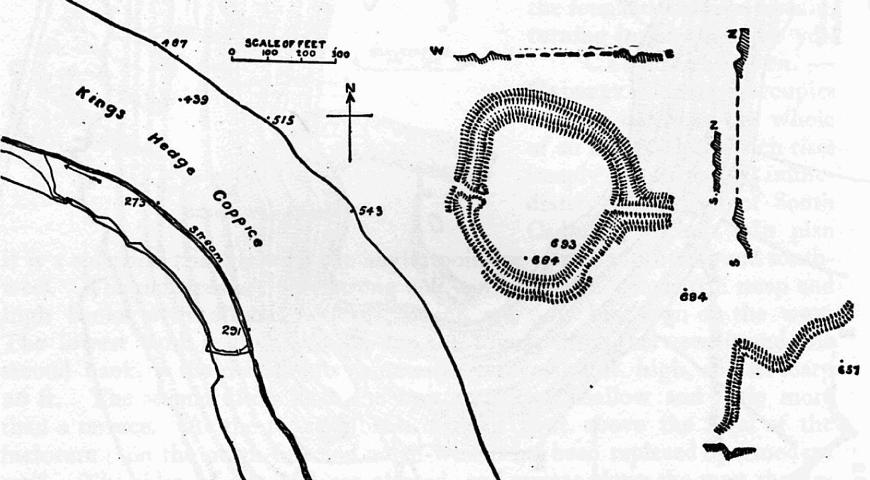
Grundriss der Erdwerke von Bat’s Castle

Bat's Castle ist eine Burgruine in der Pfarre Carhampton südsüdwestlich von Dunster in der englischen Grafschaft Somerset. Die Wallburg aus der Eisenzeit liegt auf dem Gipfel eines 213 Meter hohen Hügels und gilt als Scheduled Monument.
Die Anlage wurde 1983 identifiziert, nachdem einige Schüler acht versilberte Münzen aus der Zeit von 102 v. Chr. bis 350 n. Chr. gefunden hatten.
Die Anlage liegt auf dem Gipfel des Gallox Hill. Früher nannte man sie Caesar's Camp. Bat's Castle steht möglicherweise mit dem Black Ball Camp in Zusammenhang. Die Wallburg hat zwei steinerne Ringmauern und zwei Gräben. Die Ringmauern sind teilweise beschädigt und ein Teil der Wallburg ist von Büschen überwuchert.
Bat's Castle war eventuell einst die legendäre Festung von Din Draithou, einem Ort, der auch mit einer Festung verbunden ist, die für den legendären irischen König Crimthann mac Fidaig gebaut wurde oder von diesem genutzt wurde.